# Virgen de la Candelaria (Venezuela)
La Virgen de la Candelaria es una advocación mariana de la Iglesia católica venerada en varios Estados, Ciudades, Pueblos y Localidades de Venezuela. Su festividad se celebra el 2 de febrero. El culto a La Candelaria en Venezuela se remonta al último tercio del siglo XVII, en la que un considerable número de familias de origen canario se desplazan a esas tierras, estos nuevos colonos difundirán por todos los lugares que se asientan el culto a su Patrona.

## Historia
En la región andina venezolana, especialmente en el Estado Mérida, el día de la “Virgen de la Candelaria” es celebrado por la “Cofradía de los Vasallos de La Candelaria”, quienes representan una danza de indudable sentido propiciador de la fertilidad y fecundidad de la tierra. Por lo general, en estas celebraciones, se aprovecha para promover la unidad comunitaria y familiar, y honrar a María como la intercesora de Dios en el mundo. Es la celebración de los inmigrantes españoles más identificados en Venezuela. Puede definirse como una ‘fiesta en la casa’ no estrictamente religiosa; se hace todo lo relativo al ambiente festivo, a la alegría. Se reparten en las iglesias unas velas amarillas que se llaman ‘velas del alma’, las cuales, según una antigua tradición llamada ‘la fiesta de las candelas’, representan las luces que alumbran el camino de la gente al nacer y al morir. Hay quienes las guardan en sus altares domésticos para usarlas en tormentas o crisis familiares, que serán puestas en manos de la Virgen.

## Veneración por Estados
- Estado Anzoátegui: es patrona de ese estado venezolano desde 1992 por decisión gubernamental. Es patrona también, de la población de Guanape, de la ciudad de Cantaura y titular de la iglesia de Cantaura.
- Mérida: es patrona de la localidad de Bailadores y de la parroquia Milla del Municipio Libertador. Existe allí en Bailadores el Santuario Diocesano Nuestra Señora de la Candelaria, donde cada 2 de febrero, a las 12 a. m., se hace una serenata en su honor.
- Caracas: es patrona de la Parroquia La Candelaria. En el Hogar Canario Venezolano de Caracas hay una imagen de la Candelaria (réplica de la venerada en las Islas Canarias) junto a la de la Virgen de Coromoto, Patrona de Venezuela.
- Zulia: es patrona de la iglesia parroquial Nuestra Señora de la Candelaria, en el Municipio Maracaibo en donde se venera su imagen anualmente, y se realiza una procesión por todo el sector de San Jacinto.
- Carabobo: es patrona del Municipio San Diego y de la iglesia parroquial Candelaria del Municipio Valencia. Se realizan misas, procesiones y se realizaban corridas de toros en su honor en la plaza de toros monumental de Valencia.
- Aragua: es patrona de la ciudad de Turmero.
- Guárico: es patrona de la localidad de Valle de la Pascua, patrona de la Diócesis de Valle de la Pascua y titular de la Catedral de Valle de la Pascua.
- Falcón: Es la patrona de la localidad de Puerto Cumarebo, venera en la Iglesia Nuestra Señora de La Candelaria que data de 1887 de estilo greco-romano.